# シアノフォラ・パラドキサ
シアノフォラ・パラドキサ(Cyanophora paradoxa)は、淡水に生息する灰色藻で、モデル生物として用いられる。
2つのシアネレを持ち、そこでは窒素固定と同時に光合成が行われる。この生物のLB 555株のシアネレのゲノムは、1995年に解読され、公表された。細胞核のゲノムは2012年に解読され、公表された。